# DNK giraza
DNK giraza je enzim koji umanjuje naprezanje tokom odvijanja dvolančane DNK helikazom. To dovodi do negativnog supernamotavanja DNK. Bakterijska DNK giraza je biološka meta mnogih antibiotika, neki od kojih su nalidiksilna kiselina, novobiocin, i ciprofloksacin.
DNK giraza je tip II topoizomeraza (EC 5.99.1.3) koja uvodi negativne supernamotaje (ili relaksira pozitivne supernamotaje) u DNK. Ona savija templet tako da se formira ukrštanje, zatim preseca jedan od dvostrukih heliksa i propušta drugi kroz taj otvor. Taj proces se odvija kod prokariota (posebno kod bakterija). Nedavno je giraza je nađena kod apikoplast malerijskog parazita Plasmodium falciparum, jednoćelijskog eukariota.

## Literatura
- Molecular Cloning of Apicoplast-Targeted Plasmodium falciparum DNA Gyrase Genes: Unique Intrinsic ATPase Activity
- ATP-Independent Dimerization of PfGyrB Subunit.(2007)EUKARYOTIC CELL, Mar. 2007, pp. 398–412
- Nicholas C. Price; Lewis Stevens (1999). Fundamentals of Enzymology: The Cell and Molecular Biology of Catalytic Proteins (Third изд.). USA: Oxford University Press. ISBN 019850229X.
- Eric J. Toone (2006). Advances in Enzymology and Related Areas of Molecular Biology, Protein Evolution (Volume 75 изд.). Wiley-Interscience. ISBN 0471205036.
- Branden C; Tooze J. Introduction to Protein Structure. New York, NY: Garland Publishing. ISBN 0-8153-2305-0.
- Irwin H. Segel. Enzyme Kinetics: Behavior and Analysis of Rapid Equilibrium and Steady-State Enzyme Systems (Book 44 изд.). Wiley Classics Library. ISBN 0471303097.